# Урођени мезобластични нефром
Урођени мезобластични нефром неонатални је тумор који се јавља на сваких 12.500 до 27.500 живорођених и чине 2% малигнитета у детињству. Мезобластични нефром (који се назива и фетални бубрежни хамартом) је најчешћи тумор бубрега идентификован у неонаталном периоду и најчешћи бенигни тумор бубрега у детињству. Представља 3-10% свих педијатријских тумора бубрега. Овај тумор су први пут описали као посебан ентитет  Боланд и сарадници 1967.године.  Пре тога, погрешно је мешан са урођеним Вилмсовим тумором.
Дијагноза мезобластичног нефрома може се поставити антенатално на ултразвуку. Полихидрамнијон се јавља у 71% трудноћа повезаних са мезобластичним нефромом.
Најчешћа клиничка слика је асимптоматска абдоминална маса. Могу бити присутни паранеопластични синдроми као што су хипертензија или хиперкалцемија. Сматра се да је хипертензија секундарна због повећане производње ренина заробљеним гломерулима у тумору. Диференцијална дијагноза укључује Вилмсов тумор.

## Патофизиологија
Класична варијанта се обично јавља пре трећег месеца као чврста маса са малим жариштима некрозе или крварења. Не напада перинефрична ткива или васкуларни педикул. Повезан је са одличним исходом након потпуне хируршке ресекције тумора. При грубом прегледу, чврсти тумор је некапсулиран, са завојитим трабекулисаним изгледом сличним лејомиомима - отуда и назив лејомиоматозни хамартом бубрега. Хистолошки, састоји се од униформних вретенастих ћелија распоређених у снопове са раштрканим жариштима заробљених нормалних гломерула и тубула.
Ћелијски тип се обично јавља после 3 месеца и показује агресивније карактеристике на снимку, са већим површинама некрозе и крварења. Може захватити перинефрично масно и везивно ткиво. Повезан је са већом стопом локалног рецидива и метастатским обликом болести. При грубом прегледу, ћелијски тип је меснати тумор са вишеструким жариштима некрозе, цистичне промене и крварења. Хистолошки, састоји се од вретенастих ћелија распоређених у насумичне листове са ограниченом тенденцијом формирања снопова, као што се види у класичном облику.
Честа генетска промена је транслокација  t(12;15) која резултира фузијом гена ЕТВ6 на 12p13 и NTRK3 гена на 15p15 која се јавља скоро искључиво у ћелијској варијанти, што је дијагностички важно. Ланчана реакција полимеразе реверзне транскрипције (RT-PCR) може показати фузију гена ETV6-NTRK3 , карактеристику која се такође види код конгениталног инфантилног фибросаркома - отуда и назив инфантилни фибросарком бубрега.

## Клиничка слика
Урођени мезобластични нефром се у 76% случајева представља као абдоминална маса која се детектује пренатално (16% случајева) ултразвуком или клиничком инспекцијом (84% случајева) било при рођењу или до 3,8 година старости (средња старост ~1 месец). 
Рак показује благу мушку склоност. Истовремени налази укључују:
- хипертензију (19% случајева),

- полихидрамнион (вишак амнионске течности у амнионској кеси) (15% случајева),

- хематурију (11% случајева),

- хиперкалцемију (4% случајева) .

*повишене серумске нивое излучених бубрега, ензим који изазива хипертензију, ренин (1%). 
Урођене аномалије су пријављене код 11 пацијената: 6 са генитоуринарним аномалијама, 2 са гастроинтестиналним аномалијама, 1 са хидроцефалусом и 1 са Беквит-Видемановим синдромом. 
Велика већина пацијената има локализовану (неметастатску) болест. Болест већине пацијената је класификована на презентацији као стадијум 1 или 2 (локализован облик), мали број пацијената је у стадијуму 3  (локално узнапредовалим/инфилтрирајућим), а практично нема пацијената са стадијумом 4. (присутне метастазе) или стадијум 5 (туморау оба бубрега) .

## Терапија
Уклањање целог захваћеног бубрега плус периреналне масти показало се лековитим за већину свих типова мезобластичног нефрома;  јер је укупна стопа преживљавања пацијената била 94%. Од 4% непреживелих, половина је умрла од последица хируршких или хемотерапеутских третмана. Још 4% ових пацијената имало је релапсе, пре свега у локалној хирургији, због ретких случајеви релапса услед метастаза у плућима или костима. Око 60% ових рекурентних случајева имало је потпуну ремисију након даљег лечења. Рекурентна болест је лечена другом операцијом, зрачењем и/или хемотерапијом која је често третирана винкристином и актиномицином.
Уклањање целог оштећеног бубрега плус периреналне масти чини се критичним за избегавање локалних рецидива. Генерално, пацијенти који су били старији од 3 месеца у тренутку дијагнозе или су имали ћелијски облик болести, 3 стадијум болести или захваћеност бубрежних лимфних чворова имали су већу стопу рецидива. Међу пацијентима са овим факторима ризика, за даљу терапију се препоручују само они са захваћеним лимфним чворовима.
Предложено је да пацијенти са мезобластичним нефромом са захваћеношћу лимфних чворова или рекурентном болешћу могу имати користи од додавања инхибитора АЛК, кризотиниба или инхибитора тирозин киназе, било ларотректиниба или ентректиниба, хируршким режимима, зрачењем и/или хемотерапијским режимима. Ови лекови инхибирају активност тирозин киназе НТРК3.
Кризотиниб се показао корисним у лечењу одређених случајева акутне лимфобластне леукемије који су повезани са фузионим геном ЕТВ6-НТРК3, док су ларотректиниб и ентректиниб били корисни у лечењу различитих карцинома (нпр. гастроинтестиналног стромалног тумора, аналогног секреторног карцинома дојке и колоректалног карцинома) које покрећу мутиране, претерано активне тирозин киназе. Успех ових лекова, међутим, вероватно ће зависити од релативне улоге активности тирозин киназе ЕТВ6-НТРК3 протеина у промоцији малигнитета, губитка транскрипционе активности повезане са ЕТВ6 која прати формирање ЕТВ6-НТРК3 протеина и различитих тризомијских хромозома који се насељавају у мезобластични нефром.